# ラフミ・コチ
ラフミ・ムスタファ・コチ（Rahmi Mustafa Koç 、1930年10月9日 - ）は、トルコの実業家。2016年、フォーブス誌の長者番付で世界第906位にランクインした。純資産額は26億ドル。2013年、トルコ国内で最大となる総額3750万リラの所得税を支払った。ムスタファ・ヴェフビ（1960年生～2016年没）、オメル・メフメト（1962年生まれ）、アリ・ユルドゥルム（1967年生まれ）の3人の息子がいる。このうちムスタファは2016年1月21日に心臓発作で55歳で亡くなった。

## 生い立ち
ラフミ・M・コチは、1930年にコチ・ホールディングの創立者で会長のベフビ・コチとサドベルク・コチの4人の子供の2人目として誕生した。（セマハット・アルセル（1928年生まれ）、ラフミ・コチ（1930年生まれ）、セブギ・ギョニュル（1938年生まれ）、スナ・クラチ（1941年生まれ））
ラフミ・コチはアンカラで初等教育を終えた後に、イスタンブールでロバートカレッジで学び始めた。卒業後はアメリカ合衆国へ渡ってジョンズ・ホプキンス大学で産業管理と経営学を学んだ。

## キャリア
トルコに帰国後、予備士官として兵役に就いた。1958年に「オトコチ社」（コチグループ）で働き始めた。1960年にはコチ商社（コチグループ）へ移った。1963年にコチHDが設立され、翌年アンカラからイスタンブールへの本社移転と共にラフミ・コチもゼネラル・コーディネーターとしてイスタンブールへ引っ越した。ラフミ・コチは1970年に7人の取締役委員会会長になり、1975年には役員会副会長を務め、1980年には4人のコチHDのマネジメント委員会の会長となった。1984年3月30日に、父のベフビ・コチが会長職を譲り、ラフミ氏は、コチHDの会長へと昇格した。彼自身もまた、2003年4月4日には退職し、長男ムスタファ・コチへと会長職を譲り、父親と同様コチHDの名誉会長となった。

## 世界一周旅行
ヨット「ナゼニン4号」と共に、フェネルバフチェのマリーナから2004年9月19日に出航したラフミ・コチは約2年にも及ぶ世界旅行を始めた。657日に及ぶ28,250海マイルの航海を経て5大陸を旅し、アテネ、コリント、ジブラルタル海峡、カナリア諸島そして、大西洋へと出た。そしてパナマ運河から太平洋へと抜けた。ガラパゴス諸島、ニュージーランド、オーストラリア、シンガポール、プーケット島、シンガポール、スリランカ、インド。バスラ湾、スエズ運河、サイド港、サモス、ミッディリ、チャナッカレ、ボスフォラス海峡、イスタンブールへと戻りフェネルバフチェのマリーナへ帰港した。

## 名誉博士号
- ボルティモア、ジョンズ・ホプキンズ大学（1998年5月21日）
- エスキシェヒル、アナドール大学（1998年9月28日）
- イズミル、エーゲ大学（1999年5月14日）
- アンカラ、ビルケント大学（2000年6月14日）
- コンスタンツァ、オビディウス大学（2001年4月23日）
- アイドゥン、アドナンメンデレス大学（2008年5月26日）